# Kanov
Kanov är en sjö i Tjeckien.   Den ligger i regionen Södra Böhmen, i den centrala delen av landet, 120 km söder om huvudstaden Prag. Kanov ligger 426 meter över havet. Arean är 1,1 kvadratkilometer. Den ligger vid sjön Tisý.I omgivningarna runt Kanov växer i huvudsak blandskog. Den sträcker sig 1,7 kilometer i nord-sydlig riktning, och 1,7 kilometer i öst-västlig riktning.